# Albert Lemant
Albert Lemant, né à Paris le 19 août 1953, est un peintre, graveur et illustrateur français auteur essentiellement d'albums destinés à la jeunesse et de livres d'artiste.

## Biographie
En 1972, Albert Lemant fait son apprentissage de la taille-douce à l'atelier Georges Leblanc à Paris où il travaille jusqu'en 1986.
Il commence à publier ses dessins dans les revues (À suivre), Le Fou parle, Dada, etc.
De 1990 à 2000, il a travaille pour l'Agence new-yorkaise HK Portfolio. Depuis 1986, il vit dans les Hautes-Pyrénées.
Albert Lemant est membre de l'association toulousaine Estampadura, qui vise à la promotion de l'estampe contemporaine.
En 2014 est publié, en coédition avec le Musée d'Orsay et L'Atelier du poisson soluble son ouvrage Gustave dort, en hommage à l'illustrateur Gustave Doré.

## Œuvre
Sa pratique artistique est diverse, il exerce la gravure, la peinture, l'écriture, l'illustration et la réalisation d'installations avec l'aide de son épouse Kiki Lemant.

## Publications
Lemant est l'auteur de nombreux livres jeunesse sur les thématiques de l'exotisme, de l'aventure et du merveilleux :
- L'Encyclopédie de cet idiot d'Albert, texte et illustrations, éd. du Poisson soluble, 2015
- Gustave dort, texte et illustrations, coédition Musée d'Orsay et éd. L'Atelier du poisson soluble, 2014 - album hommage à Gustave Doré[2]
- 1, 2, 3 L'effroi, texte et illustrations, éd. du Poisson soluble, 2012
- L'ABC de la trouille, texte et illustrations, éd. du Poisson soluble, octobre 2011
- La Compagnie des Jeux, textes et illustrations d'Albert et Kiki Lemant, Sandrine Granon, Ed. Un Jour c'était la nuit, 2010
- Les Ogres sont des Cons, texte et illustrations, Ed. L'Atelier du poisson soluble, 2009
- Georges et le Dragon, illustrations, texte de Christophe Caillé, Ed Quiquandquoi, 2008
- Le Journal d'Emma, texte et illustrations, Ed du Seuil-Jeunesse, 2007
- Le Voyage de Chupicuaro, texte et illustrations, Eds RMN et Musée du Quai Branly, 2006
- Bogopol, texte d'Albert Lirtzmann (Lemant), Ed  Panama, 2005
- Tombal Cross, illustrations, texte de Nicole Caligaris, Ed Joëlle Losfeld, 2005[4]
- Histoires pas très naturelles, tome II, textes et illustrations, Ed du Seuil-Jeunesse, 2005
- Lettres des Isles Girafines, textes et illustrations, Ed Seuil-Jeunesse, 2003, correspondance relatant l'aventure de Lord Lovingstone (en référence à David Livingstone) explorant le Girafawaland sur fond de choc des cultures et de colonialisme du début du XXe siècle. Il fait partie de la liste des œuvres de littérature jeunesse officiellement recommandées par le ministère de l'Éducation nationale, dans la catégorie Albums[5].
- Histoires pas très naturelles, tome I, textes et illustrations, Ed Seuil-jeunesse, 2001
- Le Boby Lapointe, illustrations, texte des chansons de Boby Lapointe, Ed Mango-Dada, 1998
- La Lettre manquante, 1995, livre-objet sur le thème de l'alphabet

## Expositions
Depuis 1977, Lemant participe à de nombreuses expositions en France et à l'étranger (Suisse, Belgique, Pays-Bas, Allemagne, Espagne, Pologne etc).
- Salle Kerchache Musée du Quai Branly Paris, 2007
- Forum Meyrin Genève, 2008
- Galerie Ligne Treize Genève, 2008
- La Route des Jeux, Musée du quai Branly à Paris, 2010
- Il était une fois...Girafawaland, Muséum d'histoire naturelle de Toulouse, 13 juin 2015-12 juin 2016[6].
- Les Très Riches Heures de Kiki et Albert Lemant, Abbaye de l'Escaladieu, été 2016 [7]